# 6. slovenska narodnoosvobodilna udarna brigada »Slavko Šlander«
Za druge 6. brigade glejte 6. brigada.
6. slovenska narodnoosvobodilna udarna brigada »Slavko Šlander« je bila brigada v sestavi Narodnoosvobodilne vojske in partizanskih odredov Jugoslavije in ki je delovala med drugo svetovno vojno na območju Kraljevine Jugoslavije.

## Organizacija
- štab
- 3x bataljon